# Patrick (film 1978)
Patrick è un film del 1978 diretto da Richard Franklin.

## Trama
In coma da due anni, in  shock per l'assassinio dei genitori, Patrick è ricoverato in una clinica privata di Melbourne diretta dal Dr Roget, ed assistito dall'infermiera Kathie Jaquard. Nonostante lo stato vegetativo, sarebbe dotato di potere psicocinetico e per una sorta di gelosia per la donna, provoca degli incidenti alle persone intorno a lei.

## Sequel
Nonostante il carattere di B-movie, riscosse in Italia un discreto successo, tanto da valergli il sequel apocrifo di produzione nostrana Patrick vive ancora del 1980, dal soggetto con sfumatura erotica, come testimoniato dalla partecipazione dell'attrice sexy Carmen Russo.
Nel 2013 inoltre, è stato prodotto un remake dal titolo Patrick: Evil Awakens. 

## Curiosità
- Premiato al Festival Horror di Avoriaz 1978.
- Musiche dei Goblin nella versione italiana.